# 발광하는 현대사 (2019년 영화)
《발광하는 현대사》는 2019년 개봉한 대한민국의 드라마 영화이다.

## 캐스팅
주연
- 이상원 - 현대 역
- 정다원 - 민주 역
- 이원종 - 춘배 역

조연
- 이유미 - 미숙 역
- 하주희 - 영희 역
- 신정윤 - 철수 역
- 하수민 - 순이 역
- 금채안 - 민중 역

단역
- 배효원 - 술집마담 역
- 박경옥 - 웨딩샵 직원 역
- 김홍택 - 경찰 역
- 박영준 - 양복점 디자이너 역
- 박신우 - 술집 건달 역
- 이기연 - 응급실 의사 역
- 양건의 - 방송국 임원 역
- 한명석 - 방송국 임원 역
- 신귀복 - 방송국 직원 역
- 강재이 - 순이 대역
- 김다원 - 간호사 역
- 송미혜 - 갤러리 손님 역
- 한원영 - 갤러리 손님 역
- 강기주 - 갤러리 손님 역
- 배은혜 - 갤러리 손님 역
- 최단비 - 갤러리 손님 역
- 김미정 - 수강생들 역
- 이강희 - 수강생들 역
- 박서영 - 수강생들 역
- 조성아 - 수강생들 역
- 김복순 - 수강생들 역
- 이미영 - 수강생들 역
- 박정임 - 수강생들 역
- 유은희 - 수강생들 역
- 박미영 - 수강생들 역
- 최혜옥 - 수강생들 역
- 손은희 - 수강생들 역
- 김선희 - 수강생들 역
- 최인숙 - 수강생들 역
- 최현주 - 수강생들 역
- 최숙 - 수강생들 역
- 이묘리 - 여학생들 역
- 김다은 - 여학생들 역
- 홍근택 - 임산부 부부 역
- 정수련 - 임산부 부부 역